# Kanton Le Chambon-Feugerolles
Der Kanton Le Chambon-Feugerolles war bis 2015 ein französischer Wahlkreis im Arrondissement Saint-Étienne, im Département Loire und in der französischen Region Rhône-Alpes. Er umfasste zwei Gemeinden, Hauptort war Le Chambon-Feugerolles. Vertreter im conseil général des Départements ist Georges Berne.

## Gemeinden
| Gemeinde               | Einwohner Jahr | Fläche km² | Bevölkerungsdichte | Code INSEE | Postleitzahl |
| ---------------------- | -------------- | ---------- | ------------------ | ---------- | ------------ |
| Le Chambon-Feugerolles | 12.523 (2013)  | –          | – Einw./km²        | 42044      | 42500        |
| La Ricamarie           | 7889 (2013)    | –          | – Einw./km²        | 42183      | 42150        |